# Banstead
Banstead är en småstad i grevskapet Surrey i sydöstra England. Staden ligger i distriktet Reigate and Banstead, cirka 21 kilometer söder om centrala London. Tätorten (built-up area) hade 8 921 invånare vid folkräkningen år 2021. Banstead nämndes i Domedagsboken (Domesday Book) år 1086, och kallades då Benestede.